# Soap Shoes
Soap Shoes – rodzaj butów przeznaczonych do grindowania, który został wypuszczony na rynek w 1997 roku. Posiadają plastikową lub metalową płytę na podeszwie, umożliwiająca zjeżdżanie po poręczach, rurach i krawędziach obiektów.
Pojawiły się w grze Sonic Adventure 2.